# Żygulowskie

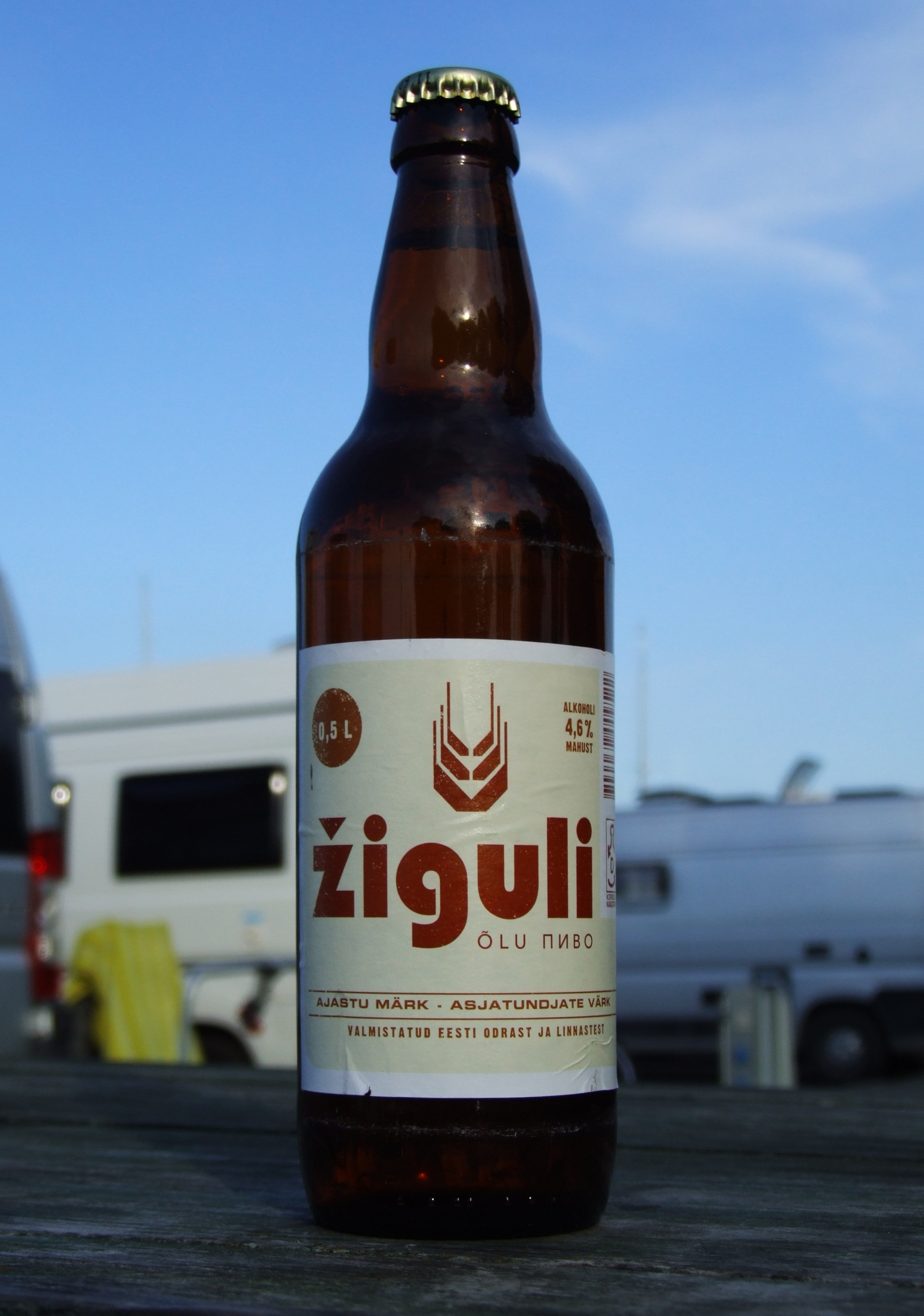
Žiguli z Estonii

Żygulowskie (ros. Жигулёвское, Žiguli) – piwo jasne produkowane w ZSRR, jedna z najbardziej popularnych sowieckich marek. U szczytu swojej popularności warzone było w 735 zakładach na terenie całego kraju.
Obecnie piwo o nazwie Żygulowskie o zróżnicowanym składzie i różnej szacie graficznej etykiet produkowane jest w kilkunastu browarach Rosji i w krajach postsowieckich.